# امره آیدین
امره آیدین (به ترکی استانبولی: Emre Aydın) خواننده و ترانه‌سرای راک ترکیه است.
امره قبلاً خوانندهٔ گروه خیابان ششم بوده‌است.

## آلبوم‌ها
با ۶ جاده
- ۶. Cadde - (۲۰۰۳)

آلبوم مستقل
- Afili Yalnızlık - (۲۰۰۶)
- Kağıt Evler - (۲۰۱۰)